# Lago Quesnel
El lago Quesnel es un lago glaciar o fiordo localizado en la Columbia Británica, Canadá, y es el origen del río Quesnel, uno de los principales afluentes del río Fraser. Con una profundidad máxima de 610 metros (aunque la profundidad máxima real se desconoce), es el lago más profundo en la Columbia Británica, aunque no el lago más profundo de Canadá (que le corresponde al Gran Lago del Esclavo). Se afirma que es el lago fiordo más profundo en el mundo.
El río honra la memoria de Jules-Maurice Quesnel (1786–1842), un comerciante de pieles que participó en la expedición de Simon Fraser de 1808 que exploró por vez primera el homónimo río Fraser. Esa expedición no llegó al lago.